# Мордовські Сиресі
Мордо́вські Сире́сі (рос. Мордовские Сыреси, ерз. Сырезьбуе) — село у складі Атяшевського району Мордовії, Росія. Входить до складу Аловського сільського поселення.

## Населення
Населення — 124 особи (2010; 184 у 2002).
Національний склад (станом на 2002 рік):
- ерзяни — 96 %